# (29219) 1992 BJ
1992 بي جاي (ويعرف أيضًا باسم (29219) 1992 بي جاي وفق تسمية الكوكب الصغير) (بالإنجليزية: 1992 BJ)‏ هو كويكب ضمن حزام الكويكبات؛ وترتيبه 29219 من حيث الاكتشاف.
اكتُشف هذا الجُرم الفلكي بواسطة هيروشي كانيدا في 24 يناير 1992.

## وصلات خارجية
- (29219) 1992 BJ في قاعدة بيانات مختبر الدفع النفاث لأجرام النظام الشمسي الصغيرة

- الاكتشاف · مخطط المدار ·  العناصر المدارية · المعلمات المادية

- (29219) 1992 BJ على موقع ويكي سكاي: DSS2, SDSS, GALEX, IRAS, Hydrogen α, X-Ray, Astrophoto, Sky Map, Articles and images